# Château de Bellevue (Gors-Opleeuw)
Le château de Bellevue est une maison de campagne située à Gors-Opleeuw, à la lisière de la forêt de Bellevue, située au 70 rue Bellevue. Le château est situé à un point plus élevé avec une large vue sur les champs en direction de Guigoven.

## Historique
Le château de Bellevue est probablement construit comme pavillon de chasse en 1764 par le baron Isidore de Copis, frère cadet de Dieudonné de Copis, seigneur de Gorsleeuw, résident du château de Gors. Après une longue période de vacance et de délabrement, il est rénové et réoccupé en 1884 et conservé dans cet état du XIXe siècle.
C'est un grand manoir sous le toit de la tente. Le bâtiment peint en blanc est en brique, avec des bandes d'angle en marne. L'aménagement intérieur est resté inchangé, bien qu'il ne reste qu'une cheminée en stuc rococo à l'intérieur. La maison est située dans un jardin clos. Au dos, une pierre avec l'année 1764.
Un champ funéraire romain avec douze urnes du IIe siècle est découvert près du château dans les années 1960.
Le château de Bellevue, avec le jardin et le mur, est protégé en tant que monument depuis le 1er mars 2004.

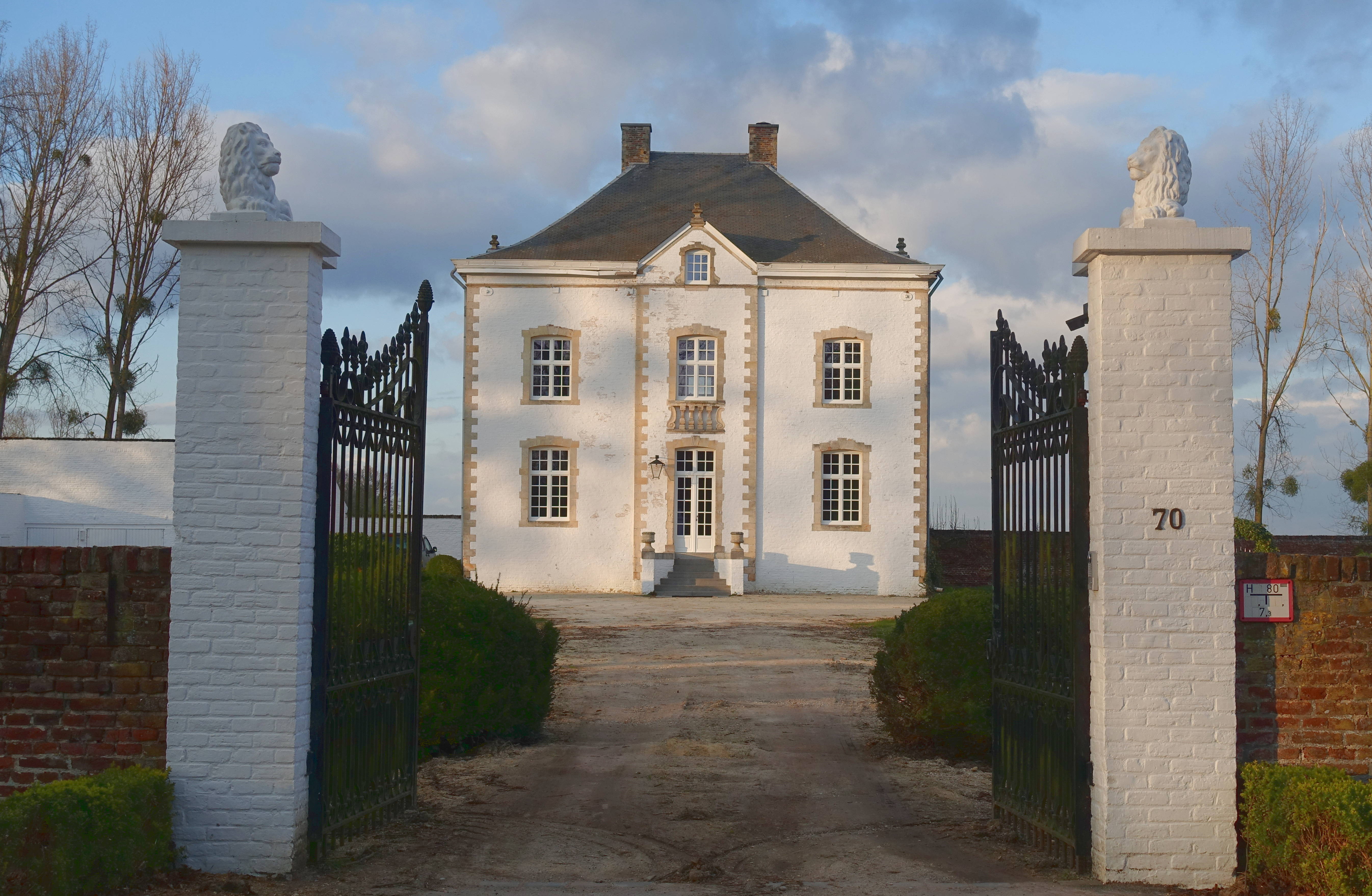
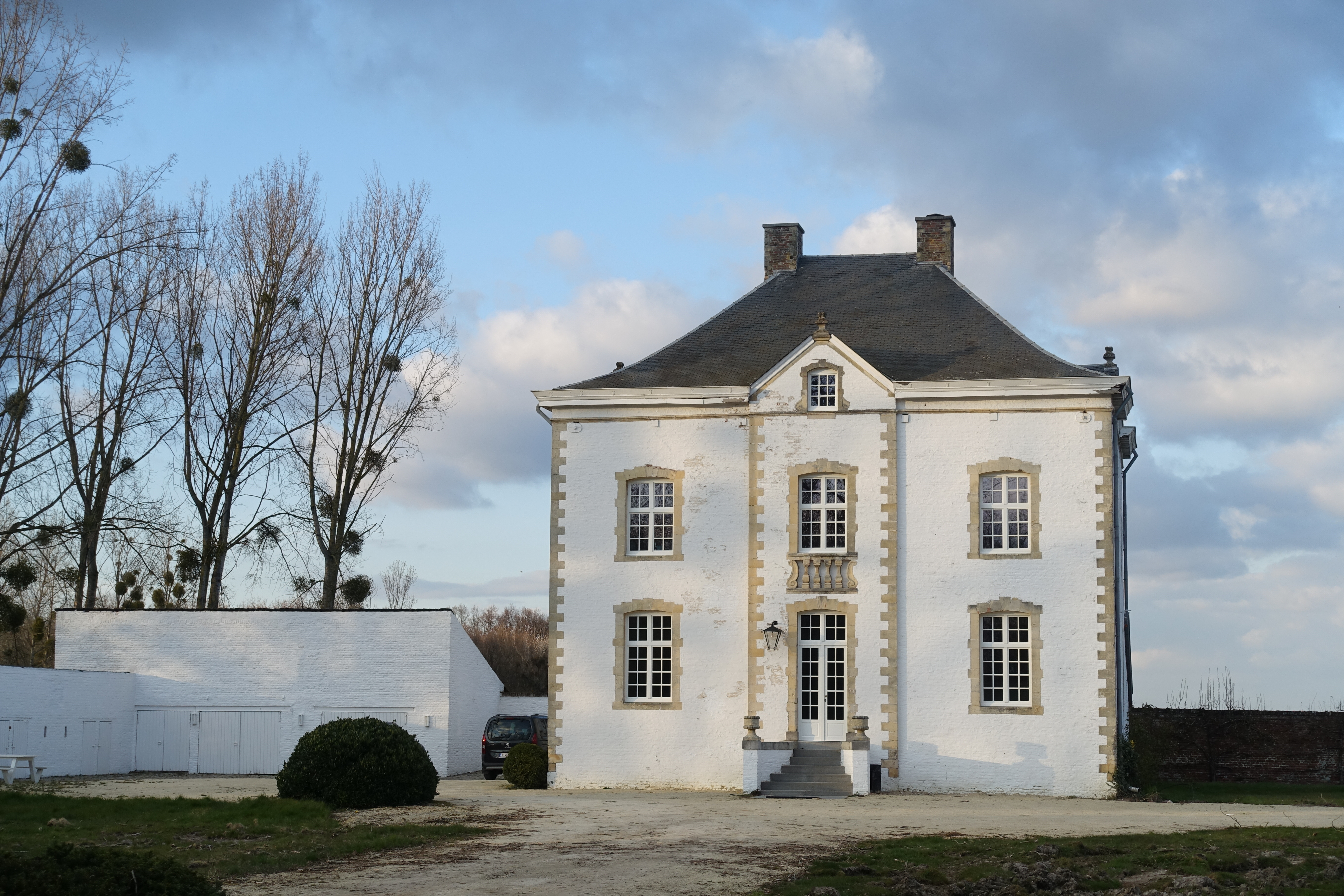